# Cosmos ochroleucoflorus
Cosmos ochroleucoflorus là một loài thực vật có hoa trong họ Cúc. Loài này được Melchert mô tả khoa học đầu tiên năm 1967.